# Uloma rufa
Uloma rufa är en skalbaggsart som först beskrevs av Mathias Piller och Ludwig Mitterpacher von Mitterburg 1783.  Uloma rufa ingår i släktet Uloma, och familjen svartbaggar. Enligt den svenska rödlistan är arten nära hotad i Sverige. Arten förekommer i Götaland, Gotland, Öland och Svealand. Arten har tidigare förekommit i Nedre Norrland och Övre Norrland men är numera lokalt utdöd. Artens livsmiljö är skogslandskap.

## Bildgalleri

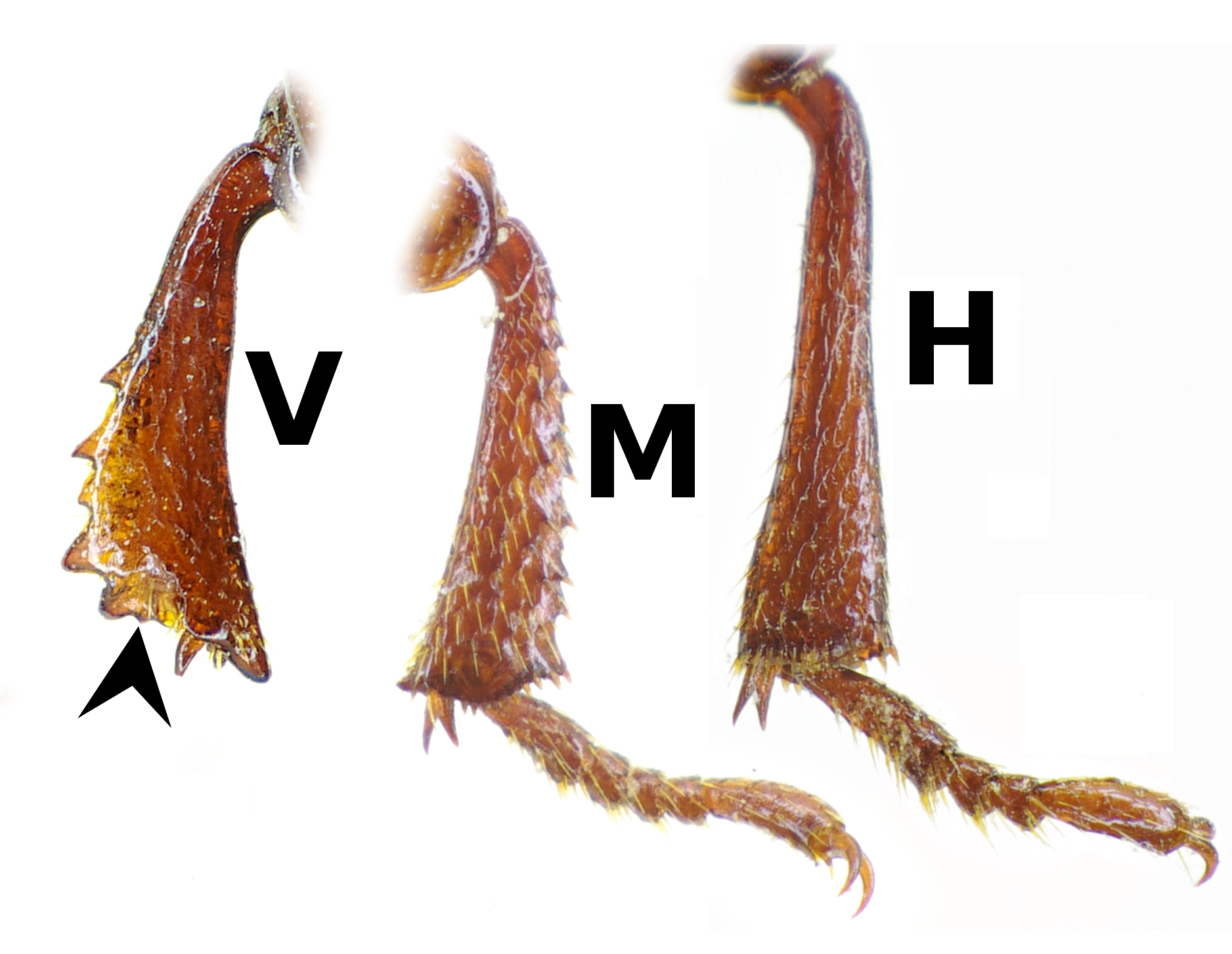
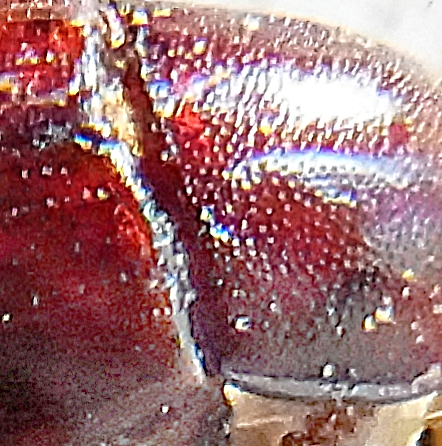
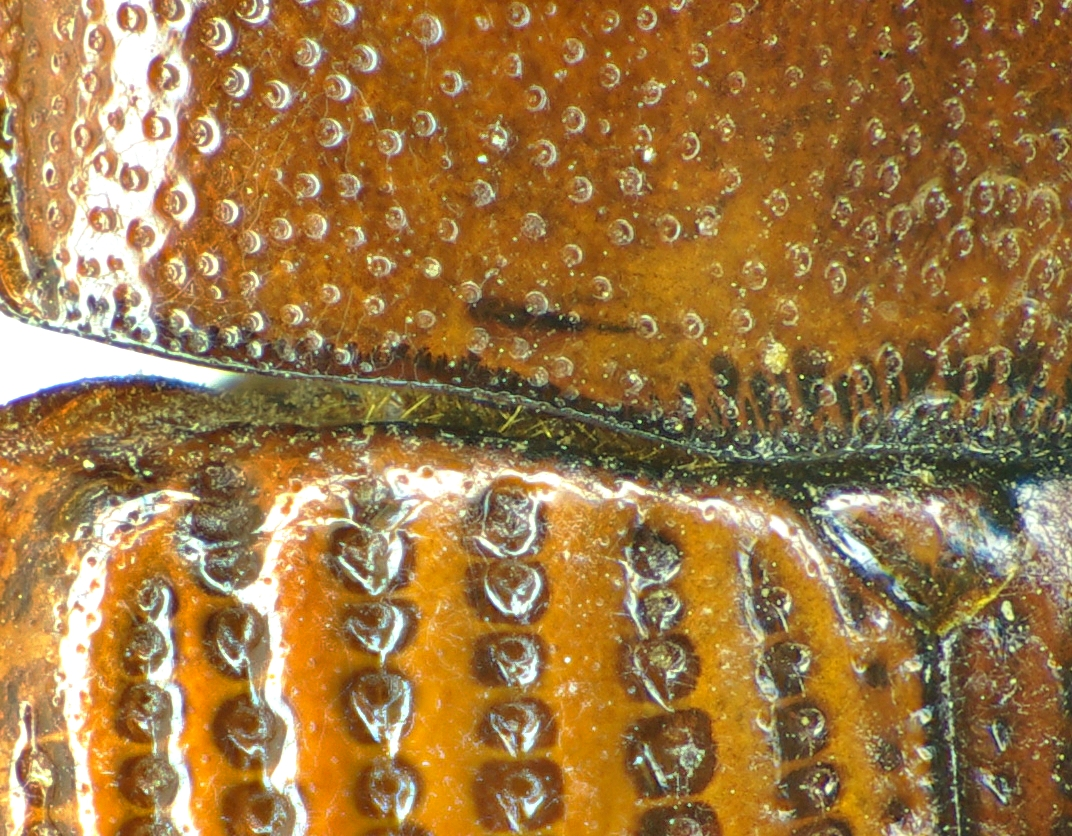
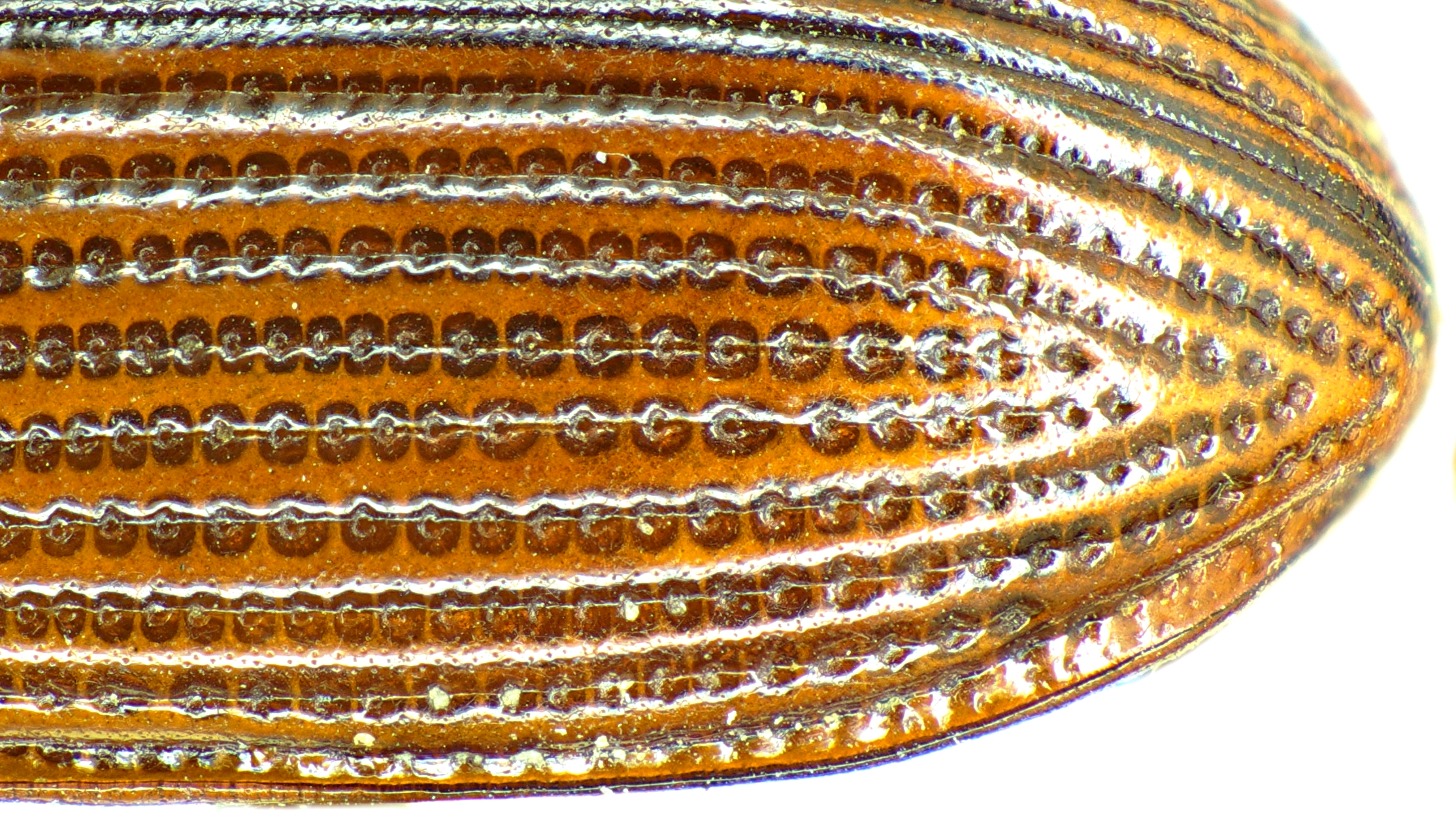
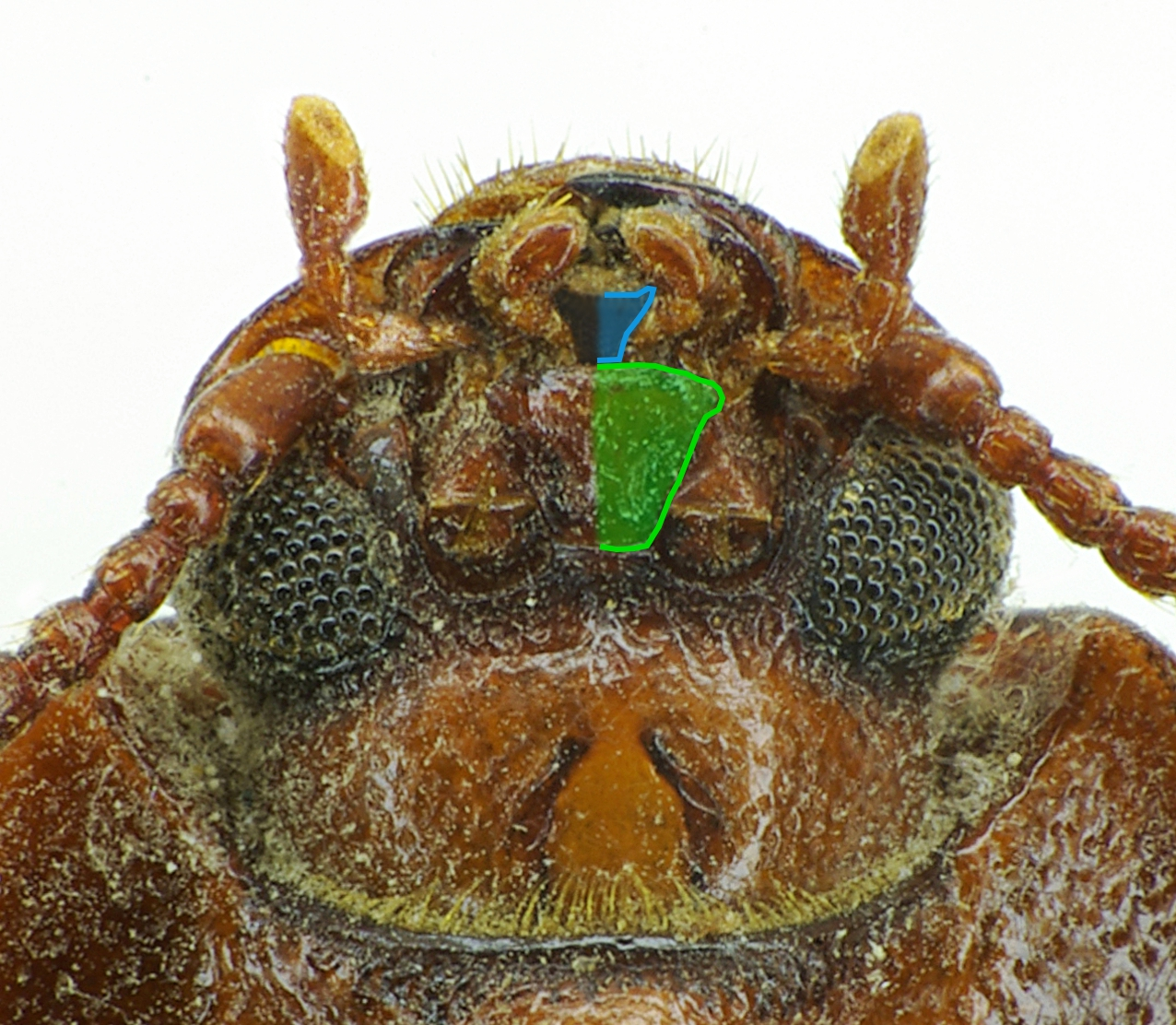
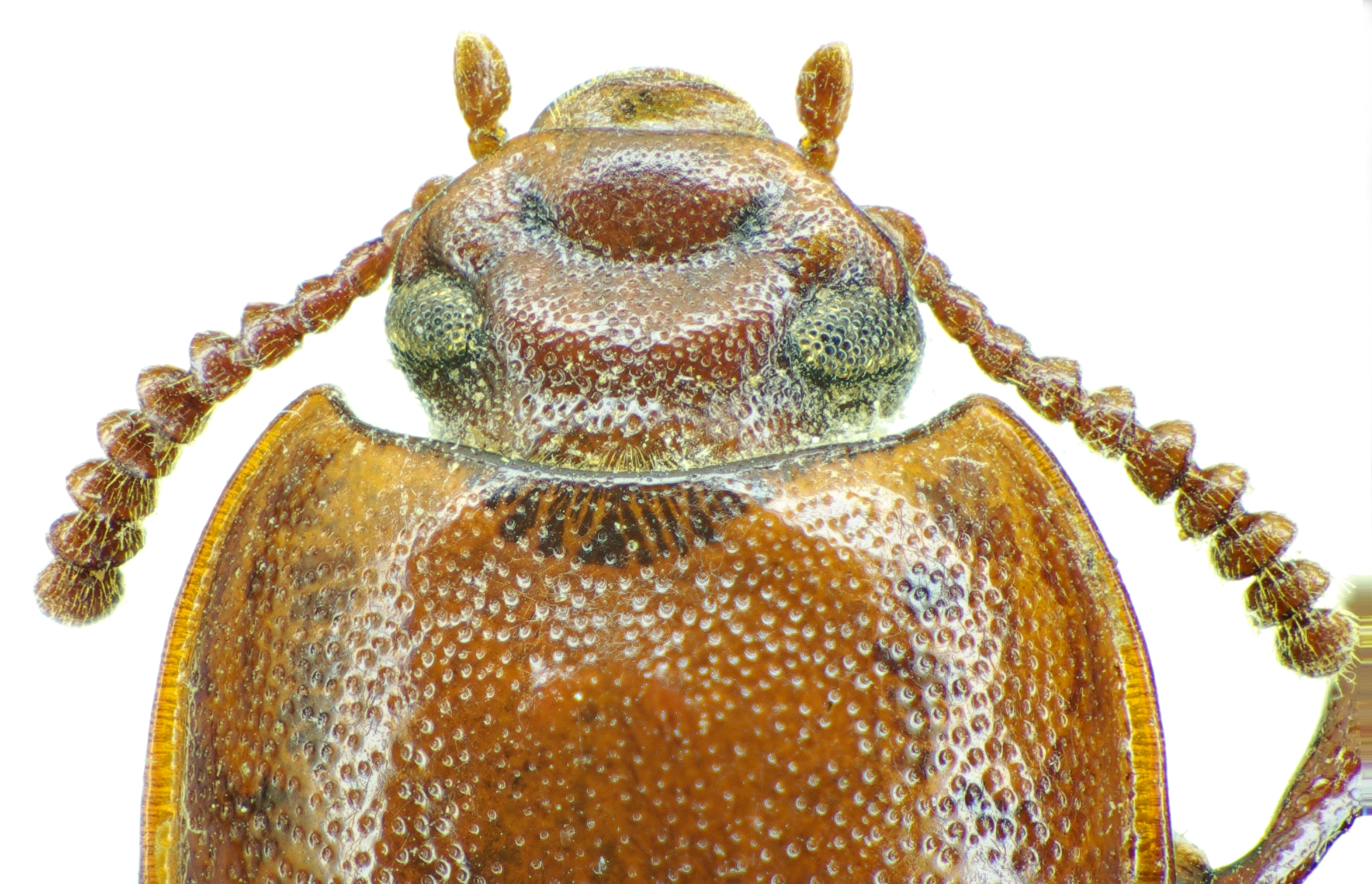